# Wonderful World End
Wonderful World End (ワンダフルワールドエンド, Wandafuru Warudo Endo) é um filme de drama e fantasia musical japonês realizado por Daigo Matsui. Foi lançado no Japão a 17 de janeiro de 2015.

## Elenco
- Ai Hashimoto como Shiori Hayano
- Jun Aonami como Ayumi Kinoshita
- Yu Inaba como Kohei Kawajima
- Go Riju como Takumi Tsukiyama
- Marie Machida como Sachiko Kinoshita
- Seiko Omori
- Haruki Koketsu
- Masahiro Naoe

## Recepção
Derek Elley do Film Business Asia deu ao filme uma nota 6 de 10, dizendo que "o considera muito longo pelo seu tema superficial; mas que foi feito no espírito certo, e é uma perda de tempo suficientemente agradável".